# Carl Peters
Pour les articles homonymes, voir Peters.
Carl Peters (27 septembre 1856 - 10 septembre 1918) est un explorateur allemand de l'Afrique et l'un des principaux organisateurs de la colonisation allemande.

## Biographie
Après des études à Göttingen, Tübingen et Berlin, il crée en 1884 la Société pour la colonisation allemande (Gesellschaft für Deutsche Kolonisation). À l'automne de la même année, il part pour l'Afrique orientale, et conclut de nombreux traités avec les chefs tribaux au nom de sa société. De retour en Allemagne au début de 1885, il fonde la Société allemande d'Afrique de l'Est (Deutsch-Ostafrikanische Gesellschaft), qui obtient une charte impériale.
Il retourne en Afrique en 1888 pour secourir Emin Pasha à titre privé. Il fait la rencontre de l'écrivaine prussienne Frieda von Bülow qui le décrit dans son roman Im Lande der Verheißung (1899). Au début des années 1890, il signe un traité avec le roi d'Ouganda en faveur de l'Allemagne. Cependant, il doit fuir devant l'avancée de la Compagnie impériale britannique d'Afrique de l'Est (Imperial British East Africa Company), avant d'apprendre que selon les accords entre Allemagne et la Grande-Bretagne, l'Ouganda entre dans la sphère d'influence britannique et le traité qu'il a fait signer devient donc caduc. De retour en Allemagne, il est comblé d'honneurs, fait paraître le récit de ses voyages, avant d'être nommé haut-commissaire pour le district du Kilimandjaro. Il est notamment chargé de participer aux opérations de délimitation des frontières anglo-allemandes dans la région.
Les accusations de mauvais traitements des populations locales s'accumulent. Il décrète, en 1891, la pendaison publique de sa favorite et de son rival, dont les villages sont brûlés. En 1892, il est contraint de rentrer en Allemagne, où il travaille dans l'administration coloniale à Berlin pendant que des poursuites sont menées contre lui. Ces poursuites aboutissent en 1897 à son renvoi de la fonction publique avec perte de ses droits à la retraite. Il s'installe ensuite à Londres, où il crée une société pour le compte de laquelle il explore la région du Zambèze, découvrant des sites archéologiques et des mines d'or.
Sous le Troisième Reich, il est mis en avant, réhabilité comme un précurseur du nazisme, par exemple dans un film de propagande qui porte son nom. De nombreuses rues portent son nom, comme la Petersallee dans l'Afrikanisches Viertel de Berlin ; en raison de son rôle dans la colonisation, ces dénominations sont ensuite remises en cause par de nombreuses polémiques, et des rues sont débaptisées.

## Sources
- Henri Wesseling, Le Partage de l'Afrique, Folio histoire, 1996 [détail de l’édition] (ISBN 2-207-24309-5, BNF 37019783), p. 272-276